# Aldeia 03
Aldeia 03 ist eine Aldeia in der osttimoresischen Landeshauptstadt Dili. Die Aldeia liegt im Nordosten des Sucos Mascarenhas (Verwaltungsamt Vera Cruz). In Aldeia 03 leben 720 Menschen (2015).

## Lage

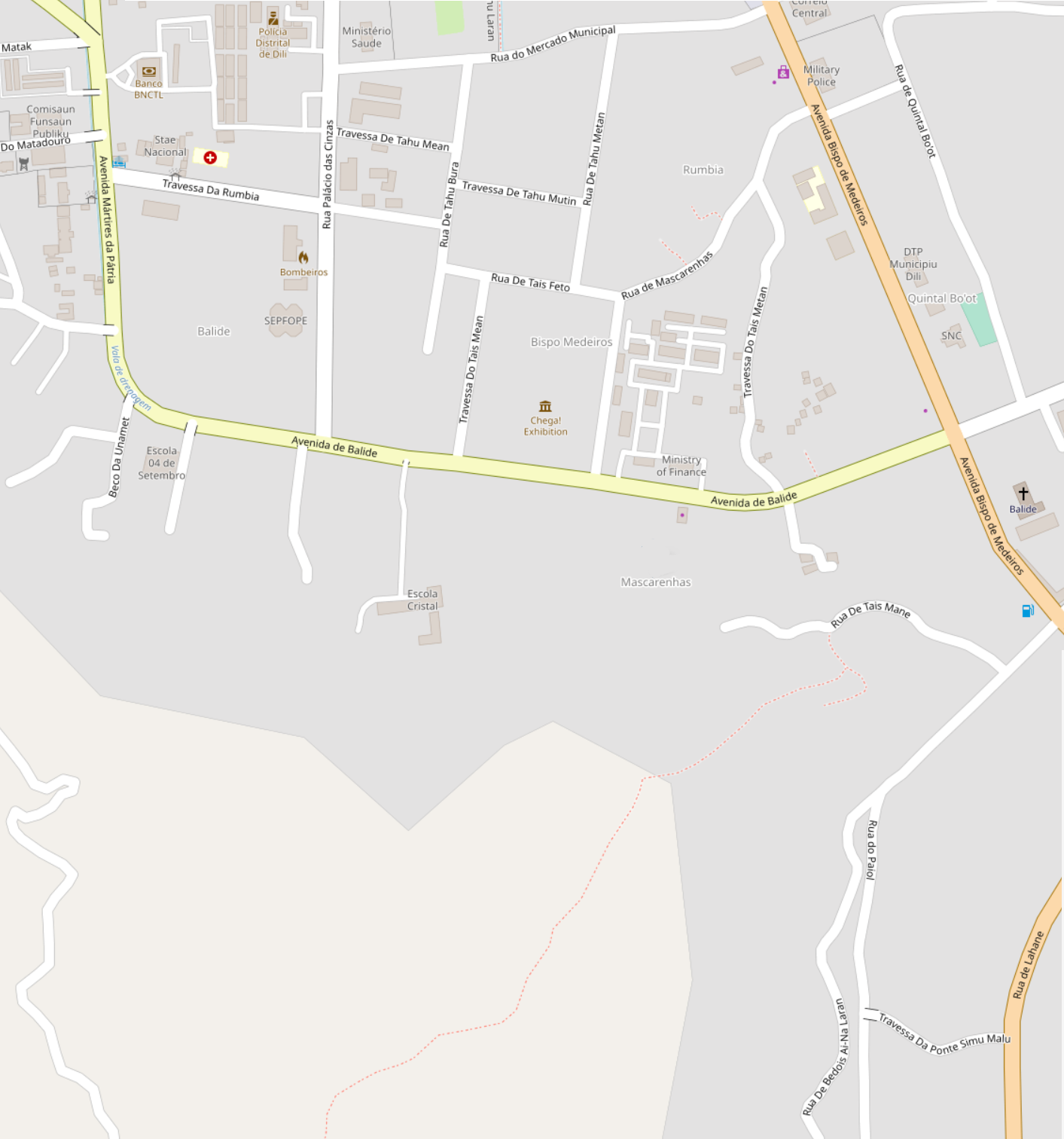
Straßenkarte von Mascarenhas

Aldeia 03 liegt im traditionellen Stadtteil Rumbia. Westlich der Rua de Tahu Metan liegt der Suco Caicoli, nordöstlich die Aldeia Baixo P.M., südöstlich die Aldeia Manu Cocorec und südwestlich die Aldeia Baixo Balide.